# Ragana gravatalis
Ragana gravatalis är en fjärilsart som beskrevs av Walker 1859. Ragana gravatalis ingår i släktet Ragana och familjen nattflyn. Inga underarter finns listade.